# Mirjana Spoljaric Egger
Mirjana Spoljaric Egger, née en 1971 à Ludbreg en Croatie, est une diplomate suisse.
Elle est administratrice assistante du Programme des Nations unies pour le développement à partir d'août 2018, puis présidente du Comité international de la Croix-Rouge à partir d'octobre 2022.

## Biographie
Mirjana Špoljarić naît en 1971 à Ludbreg en Croatie. Elle passe les deux premières années de sa vie dans ce pays, puis grandit à Bâle et Oberwil (Bâle-Campagne).
Elle étudie la philosophie, le droit international et l'économie aux universités de Bâle et de Genève. Elle y obtient une licence en 1999,  puis entre en 2002 dans la carrière diplomatique au Département fédéral des affaires étrangères (DFAE). 
Entre 2004 et 2006, elle enseigne la gouvernance mondiale en tant que chargée de cours à temps partiel à l'Université de Lucerne[réf. souhaitée].
Elle est mariée et mère de deux enfants. Son époux travaille pour le DFAE, au service consulaire.

### Parcours professionnel
Elle travaille à l'ambassade de Suisse au Caire, en Égypte, puis est responsable de secteur à la Direction des affaires économiques extérieures (institutions financières internationales) du Secrétariat d'État à l'économie[réf. souhaitée].
Elle est conseillère et cheffe de l'équipe politique à la Mission permanente de la Suisse auprès des Nations unies à New York au milieu des années 2000, sous la direction de Peter Maurer. 
Elle occupe ensuite divers postes au sein du DFAE à Berne,. Elle est détachée de 2010 à 2012[réf. souhaitée] auprès du Bureau du Commissaire général de l'Office de secours et de travaux des Nations unies pour les réfugiés de Palestine dans le Proche-Orient, en qualité de conseillère principale chargée du développement organisationnel, des réformes administratives et des relations extérieures[réf. souhaitée]. Elle devient en 2012 chef suppléant de la Division Organisations internationales du DFAE. En 2015, elles est nommée ambassadrice par Yves Rossier et devient le chef de la division précitée. Selon le Tages-Anzeiger et la NZZ am Sonntag, des tensions l'opposent à Pascale Baeriswyl, qui remplace Yves Rossier à la fin 2016 et devient sa supérieure directe, et son titre d'ambassadeur serait menacé par un échec à une évaluation des compétences,.
En août 2018, elle est nommée administratrice assistante du Programme des Nations unies pour le développement par António Guterres. Elle y dirige à partir du mois d'octobre le Bureau régional pour l'Europe et la Communauté des États indépendants, qui compte quelque 2 600 employés.
Elle succède le 1er octobre 2022 à Peter Maurer à la tête du Comité international de la Croix-Rouge. Elle est la première femme à occuper ce poste,.